# Сезар (кинопремия, 2020)
45-я церемония вручения наград премии «Сезар» за заслуги в области французского кинематографа за 2019 год состоялась 28 февраля 2020 года в концертном зале Плейель (Париж, Франция), под председательством актрисы Сандрин Киберлен. Номинанты были объявлены 29 января 2020 года.
Церемония транслировалась в прямом эфире на Canal+, её ведущей выступила комедиантка и актриса Флоранс Форести, ранее уже имевшая опыт в проведении «Сезара» в 2016 году.
Французская киноакадемия приняла решение отдать дань уважения актрисе Анне Карине, ушедшей из жизни в декабре 2019 года, поместив её изображение (снимок фотографа Жоржа Дамбье, 1959 года) на официальный плакат 45-й церемонии.
Церемония отметилась скандалом — после присуждения премии за лучшую режиссуру Роману Полански, обвинённому в 1977 году в изнасиловании несовершеннолетней, актриса Адель Энель и ещё несколько человек покинули зал в знак протеста. По словам Анель, пока известные сексуальные насильники-мужчины получают награды в киноиндустрии, их жертв вынуждают молчать.

## Список лауреатов и номинантов
Количество номинаций:
- 12: «Офицер и шпион»
- 11: «Прекрасная эпоха» / «Отверженные»
- 10: «Портрет девушки в огне»
- 8: «По воле божьей» / «Особенные»
- 7: «Боже мой!»
- 3: «Атлантика» / «Зов волка» / «Я потеряла своё тело»
- 2: «Au nom de la terre» / «Сирано. Успеть до премьеры» / «Лапочка» / «Магия зверя»

### Основные категории
• Лауреаты выделены отдельным цветом. 
| Категории                                  | Лауреаты и номинанты |
| ------------------------------------------ | --- |
| Лучший фильм                               | • Отверженные / Les Misérables (режиссёр: Ладж Ли) |
| Лучший фильм                               | • Прекрасная эпоха / La Belle Époque (режиссёр: Николя Бедос)                                                                                           |
| Лучший фильм                               | • По воле божьей / Grâce à Dieu (режиссёр: Франсуа Озон)                                                                                                |
| Лучший фильм                               | • Особенные / Hors normes (режиссёры: Эрик Толедано, Оливье Накаш)                                                                                      |
| Лучший фильм                               | • Офицер и шпион / J’accuse (режиссёр: Роман Полански)                                                                                                  |
| Лучший фильм                               | • Портрет девушки в огне / Portrait de la jeune fille en feu (режиссёр: Селин Сьямма)                                                                   |
| Лучший фильм                               | • Боже мой! / Roubaix, une lumière (режиссёр: Арно Деплешен)                                                                                            |
| Лучшая режиссура                           | • Роман Полански — «Офицер и шпион» |
| Лучшая режиссура                           | • Николя Бедос — «Прекрасная эпоха» |
| Лучшая режиссура                           | • Франсуа Озон — «По воле божьей» |
| Лучшая режиссура                           | • Эрик Толедано, Оливье Накаш — «Особенные» |
| Лучшая режиссура                           | • Ладж Ли (фр.) — «Отверженные» |
| Лучшая режиссура                           | • Селин Сьямма — «Портрет девушки в огне» |
| Лучшая режиссура                           | • Арно Деплешен — «Боже мой!» |
| Лучший актёр                               | • Рошди Зем — «Боже мой!» (за роль комиссара Якуба Дауда)                                                                                               |
| Лучший актёр                               | • Даниэль Отёй — «Прекрасная эпоха» (за роль Виктора Дрюмона)                                                                                           |
| Лучший актёр                               | • Дамьен Боннар — «Отверженные» (за роль Стефана Руиза)                                                                                                 |
| Лучший актёр                               | • Венсан Кассель — «Особенные» (за роль Брюно Ароша) |
| Лучший актёр                               | • Жан Дюжарден — «Офицер и шпион» (за роль Мари-Жоржа Пикара)                                                                                           |
| Лучший актёр                               | • Реда Катеб — «Особенные» (за роль Малика) |
| Лучший актёр                               | • Мельвиль Пупо — «По воле божьей» (за роль Александра Герена)                                                                                          |
| Лучшая актриса                             | • Анаис Демустье — «Алиса и мэр» (фр.) (за роль Алисы Эйманн)                                                                                           |
| Лучшая актриса                             | • Ева Грин — «Проксима» (за роль Сары Лоро) |
| Лучшая актриса                             | • Адель Энель — «Портрет девушки в огне» (за роль Элоиз)                                                                                                |
| Лучшая актриса                             | • Кьяра Мастроянни — «Одной волшебной ночью» (фр.) (за роль Марии Мортемар)                                                                             |
| Лучшая актриса                             | • Ноэми Мерлан — «Портрет девушки в огне» (за роль Марианны)                                                                                            |
| Лучшая актриса                             | • Дория Тилье — «Прекрасная эпоха» (за роль Марго) |
| Лучшая актриса                             | • Карин Виар — «Идеальная няня» (за роль Луизы) |
| Лучший актёр второго плана                 | • Сванн Арло — «По воле божьей» (за роль Эмманюэля Томассена)                                                                                           |
| Лучший актёр второго плана                 | • Грегори Гадебуа — «Офицер и шпион» (за роль Юбера Анри)                                                                                               |
| Лучший актёр второго плана                 | • Луи Гаррель — «Офицер и шпион» (за роль Альфреда Дрейфюса)                                                                                            |
| Лучший актёр второго плана                 | • Бенжамен Лаверн (фр.) — «Поменяться местами» (за роль Феликса)                                                                                        |
| Лучший актёр второго плана                 | • Дени Меноше (фр.) — «По воле божьей» (за роль Франсуа Дебора)                                                                                         |
| Лучшая актриса второго плана               | • Фанни Ардан — «Прекрасная эпоха» (за роль Марианны Дрюмон)                                                                                            |
| Лучшая актриса второго плана               | • Жозиан Баласко — «По воле божьей» (за роль Ирэн) |
| Лучшая актриса второго плана               | • Лор Кэлами (фр.) — «Магия зверя» (фр.) (за роль Алисы Фаранж)                                                                                         |
| Лучшая актриса второго плана               | • Сара Форестье — «Боже мой!» (за роль Мари Карпентье)                                                                                                  |
| Лучшая актриса второго плана               | • Элен Венсан — «Особенные» (за роль Элен) |
| Самый многообещающий актёр                 | • Алексис Маненти (фр.) — «Отверженные» (за роль Криса)                                                                                                 |
| Самый многообещающий актёр                 | • Антони Бажон — «Au nom de la terre» |
| Самый многообещающий актёр                 | • Бенжамен Лесье (фр.) — «Особенные» |
| Самый многообещающий актёр                 | • Лиам Пьеррон (фр.) — «Школьная жизнь» (фр.) |
| Самый многообещающий актёр                 | • Джебриль Зонга (фр.) — «Отверженные» (за роль Гуады)                                                                                                  |
| Самая многообещающая актриса               | • Лина Кудри (фр.) — «Лапочка» (фр.) |
| Самая многообещающая актриса               | • Луана Байрами (фр.) — «Портрет девушки в огне» |
| Самая многообещающая актриса               | • Селеста Бруннкуэль (фр.) — «Les Éblouis» |
| Самая многообещающая актриса               | • Нина Мерисс (фр.) — «Камиль» (фр.) (за роль Камиль Лепаж)                                                                                             |
| Самая многообещающая актриса               | • Мамэ Бинета Сане (фр.) — «Атлантика» |
| Лучший оригинальный сценарий               | • Николя Бедос — «Прекрасная эпоха» |
| Лучший оригинальный сценарий               | • Франсуа Озон — «По воле божьей» |
| Лучший оригинальный сценарий               | • Эрик Толедано, Оливье Накаш — «Особенные» |
| Лучший оригинальный сценарий               | • Ладж Ли, Джордано Гедерлини, Алексис Маненти — «Отверженные»                                                                                          |
| Лучший оригинальный сценарий               | • Селин Сьямма — «Портрет девушки в огне» |
| Лучший адаптированный сценарий             | • Роман Полански, Роберт Харрис — «Офицер и шпион» |
| Лучший адаптированный сценарий             | • Коста-Гаврас — «Взрослые в комнате» (фр.) |
| Лучший адаптированный сценарий             | • Жереми Клапен (фр.), Гийом Лоран (фр.) — «Я потеряла своё тело» (фр.)                                                                                 |
| Лучший адаптированный сценарий             | • Арно Деплешен, Леа Мисиус (фр.) — «Боже мой!» |
| Лучший адаптированный сценарий             | • Жиль Маршан, Доминик Молль — «Магия зверя» |
| Лучшая музыка к фильму                     | • Дан Леви (фр.) — «Я потеряла своё тело» |
| Лучшая музыка к фильму                     | • Фатима Аль Кадири — «Атлантика» |
| Лучшая музыка к фильму                     | • Александр Деспла — «Офицер и шпион» |
| Лучшая музыка к фильму                     | • Марко Касанова, Ким Шапирон — «Отверженные» |
| Лучшая музыка к фильму                     | • Грегуар Этзель — «Боже мой!» |
| Лучший монтаж                              | • Флора Вольпельер — «Отверженные» |
| Лучший монтаж                              | • Анни Данше, Флоран Вассо — «Прекрасная эпоха» |
| Лучший монтаж                              | • Лор Гердетт — «По воле божьей» |
| Лучший монтаж                              | • Дориан Ригаль-Ансу — «Особенные» |
| Лучший монтаж                              | • Эрве Де Люс — «Офицер и шпион» |
| Лучшая работа оператора                    | • Клер Матон — «Портрет девушки в огне» |
| Лучшая работа оператора                    | • Николя Больдюк — «Прекрасная эпоха» |
| Лучшая работа оператора                    | • Павел Эдельман — «Офицер и шпион» |
| Лучшая работа оператора                    | • Жюльен Пупар — «Отверженные» |
| Лучшая работа оператора                    | • Ирина Любчански (фр.) — «Боже мой!» |
| Лучшие декорации                           | • Стефан Розенбом — «Прекрасная эпоха» |
| Лучшие декорации                           | • Бенуа Бару — «Зов волка» |
| Лучшие декорации                           | • Франк Шварц — «Сирано. Успеть до премьеры» (фр.) |
| Лучшие декорации                           | • Жан Рабасс — «Офицер и шпион» |
| Лучшие декорации                           | • Тома Грезо — «Портрет девушки в огне» |
| Лучшие костюмы                             | • Паскалин Шаванн — «Офицер и шпион» |
| Лучшие костюмы                             | • Эмманюэль Юшновски — «Прекрасная эпоха» |
| Лучшие костюмы                             | • Тьерри Делеттр — «Сирано. Успеть до премьеры» |
| Лучшие костюмы                             | • Александра Шарль — «Жанна» (фр.) |
| Лучшие костюмы                             | • Дороти Гиро — «Портрет девушки в огне» |
| Лучший звук                                | • Николя Кантен, Тома Дежонкер, Рафаэль Мутерд, Оливье Гуэнар, Рэнди Том — «Зов волка»                                                                  |
| Лучший звук                                | • Реми Дару, Северин Фаврию, Жан-Поль Урье — «Прекрасная эпоха»                                                                                         |
| Лучший звук                                | • Люсьен Балибар, Эймерик Девольдер, Сирил Хольц, Нильс Барлетта — «Офицер и шпион»                                                                     |
| Лучший звук                                | • Арно Лавале, Жером Гонтье, Марко Касанова — «Отверженные»                                                                                             |
| Лучший звук                                | • Жюльен Сикар, Валери Делюф, Даниэль Собрино — «Портрет девушки в огне»                                                                                |
| Лучший дебютный фильм                      | • Лапочка / Papicha (реж. Муния Меддур (фр.) |
| Лучший дебютный фильм                      | • Атлантика / Atlantique (реж. Мати Диоп (фр.)) |
| Лучший дебютный фильм                      | • Au nom de la terre (реж. Эдуар Бержон (фр.) |
| Лучший дебютный фильм                      | • Зов волка / Le Chant du loup (реж. Антонен Бодри (фр.)                                                                                                |
| Лучший дебютный фильм                      | • Отверженные / Les Misérables (реж. Ладж Ли) |
| Лучший полнометражный анимационный фильм   | • Я потеряла своё тело / J’ai perdu mon corps (реж. Жереми Клапен; продюсер: Марк дю Понтавис)                                                          |
| Лучший полнометражный анимационный фильм   | • Знаменитое вторжение медведей на Сицилию / La Fameuse Invasion des ours en Sicile (реж. Лоренцо Маттотти; продюсеры: Валери Шерманн, Кристоф Янкович) |
| Лучший полнометражный анимационный фильм   | • Ласточки Кабула / Les Hirondelles de Kaboul (реж. Забу Брайтман, Элеа Гоббе-Мевеллек; продюсер: Реджинальд де Гийбон)                                 |
| Лучший короткометражный анимационный фильм | • Ночь пластиковых пакетов / La nuit des sacs plastiques (реж. Габриэль Арель)                                                                          |
| Лучший короткометражный анимационный фильм | • Этот восхитительный пирог! / Ce magnifique gâteau ! (реж. Эмма де Сваф, Марк Джеймс Роэлс)                                                            |
| Лучший короткометражный анимационный фильм | • Je sors acheter des cigarettes (реж. Осман Серфон) |
| Лучший короткометражный анимационный фильм | • Make It Soul (реж. Жан-Шарль Мботти Малоло) |
| Лучший документальный фильм                | • M (реж. Иоланда Зуберман) |
| Лучший документальный фильм                | • 68, mon père et les clous (реж. Самуэль Бигиауи) |
| Лучший документальный фильм                | • Кордильеры снов / La Cordillère des songes (реж. Патрисио Гусман)                                                                                     |
| Лучший документальный фильм                | • Lourdes (реж. Тьерри Демезьер, Альбан Турле) |
| Лучший документальный фильм                | • Wonder boy Olivier Rousteing, né sous X (реж. Анисса Боннефон)                                                                                        |
| Лучший короткометражный фильм              | • Pile Poil (реж. Лориан Эскаффр, Ивонник Мюллер) |
| Лучший короткометражный фильм              | • Beautiful Loser (реж. Максим Рой) |
| Лучший короткометражный фильм              | • Le Chant d’Ahmed (реж. Фуед Мансур) |
| Лучший короткометражный фильм              | • Синяя собака / Chien bleu (реж. Фанни Лиатар, Жереми Труй)                                                                                            |
| Лучший короткометражный фильм              | • Футбольный клуб Нефты / Nefta Football Club (реж. Ив Пиа)                                                                                             |
| Лучший иностранный фильм                   | • Паразиты / 기생충 (Южная Корея), реж. Пон Чжун Хо |
| Лучший иностранный фильм                   | • Боль и слава / Dolor y gloria (Испания), реж. Педро Альмодовар                                                                                        |
| Лучший иностранный фильм                   | • Молодой Ахмед / Le Jeune Ahmed (Бельгия), реж. Жан-Пьер Дарденн, Люк Дарденн                                                                          |
| Лучший иностранный фильм                   | • Джокер / Joker (США, Канада), реж. Тодд Филлипс |
| Лучший иностранный фильм                   | • Lola vers la mer (Бельгия, Франция), реж. Лоран Мишели                                                                                                |
| Лучший иностранный фильм                   | • Однажды в Голливуде / Once Upon a Time in… Hollywood (США), реж. Квентин Тарантино                                                                    |
| Лучший иностранный фильм                   | • Предатель / Il traditore (Италия, Германия, Бразилия, Франция), реж. Марко Беллоккьо                                                                  |